# 小叶对叶兰
小叶对叶兰（学名：Neottia microphylla）为兰科鸟巢兰属下的一个种。其种加词microphylla，意为“小叶的”。